# Подсолнечниковый усач
Усач подсолнечниковый (лат. Agapanthia dahli) — вид жесткокрылых из семейства усачей.
Распространён в Европе (за исключением Северной части), России, Казахстане и на Кавказе.
Жук чёрного цвета, покрытый желтоватыми волокнами, длиной от 10 до 22 мм. Усики 12-члениковые, немного длиннее тела. Грудной щит чёрный, надкрылья постепенно сужаются к вершине.
Время лёта с апреля по июль. Яички откладываются по одному на стебли подсолнечника на некотором расстоянии от вершины. Личинки внедряются в стебли растения, протачивают ход сверху вниз и помещаются затем недалеко от корневой шейки, где и зимуют. Личинка желтовато-белая, безногая, с тёмно-бурой головой, длиной 20—27 мм. Тело личинки обычно бывает согнуто дугообразно.
Окукливание происходит весной. Куколка серая. Жизненный цикл вида длится год.
Кормовыми растениями являются различные травянистые виды, например из родов: чертополох (Carduus), Onopordon, бодяк (Cirsium), борщевик (Heracleum), морковь (Daucus), ферула (Ferula) и др.
Подвиды и вариации
- подвид: Agapanthia dahli dahli (Richter, 1821) — кормовыми растениями главным образом являются пастернак посевной (Pastinaca sativa) и посконник коноплёвый (Eupatorium cannabinum). Распространён на большей части Европы, на Кавказе, В Казахстане и в России.

- вариация: Agapanthia dahli dahli var. erivanica Pic, 1900
- вариация: Agapanthia dahli dahli var. theryi Pic, 1908

- подвид: Agapanthia dahli malmerendii Sama, 1981 (=Agapanthia sicula malmerendii (Sama) Sama, 2002) — распространён на Корсике, в Италии и Сардинии
- подвид: Agapanthia dahli sicula Ganglbauer, 1884 — распространён на Сицилии.